# سادبورن
سادبورن (به انگلیسی: Sudbourne) یک روستا و محله مدنی در بریتانیا است که در Suffolk Coastal واقع شده‌است. سادبورن ۳۰۹ نفر جمعیت دارد.